# Евфросинья Опольская
Евфросинья Опольская (пол. Eufrozyna opolska; 1228/1230 — 4 ноября 1292) — принцесса из опольской линии династии Силезских Пястов, княгиня-консорт Куявии, затем Померелии, супруга сначала князя Казимира I Куявского, затем князя Мстивоя II Померельского.

## Биография
Евфросинья была младшей из четырех детей князя опольско-ратиборского Казимира I и его жены Виолы. Дедом Ефросиньи по отцовской линии был князь опольско-ратиборский и князь-принцепс Польши Мешко I Плясоногий. Происхождение ее матери более туманно: польский историк XV века Ян Длугош утверждал, что она приехала из Болгарии. Более популярная гипотеза о происхождении Виолы была выдвинута Владиславом Дзевульским, который заявил, что она может быть дочерью либо царя Болгарии Калояна, либо его преемника Борила . Ежи Хорват выдвинул другую гипотезу, согласно которой Виола могла быть дочерью либо короля Венгрии Белы III от его второго брака с Маргаритой Французской, либо его сына и преемника Имре. Сегодня в основном историки используют утверждение, что происхождение Виолы неизвестно.
Первым мужем Евфросиньи был ее дальний родственник князь Казимир I Куявский. Пара поженилась в 1257 году, когда Евфросинии было около двадцать восьми лет. От первого брака c Констанцией Вроцлавской у Казимира уже было двое сыновей: Лешек II Черный и Земомысл. У Евфросинии и Казимира родилось четверо детей, трое сыновей и одна дочь.
Согласно хроникам, Евфросиния хотела, чтобы ее сыновья унаследовали земли своего отца, но препятствием к этому были два их старших сводных брата. Ефросинья хотела отравить двух своих пасынков, но эта затея успехом не увенчалась, зато привела к восстанию старших сыновей против Казимира I.
14 декабря 1267 года Казимир I умер, оставив Евфросинию вдовой с четырьмя маленькими детьми и двумя взрослыми пасынками. Она была регентом для своих мальчиков. Во время ее регентства произошел конфликт с рыцарями Тевтонского ордена и земельные проблемы с князем Калиша и Гнезно Болеславом Набожным.
Со временем ее сыновья достигли совершеннолетия и смогли сами управлять своими землями. В 1275 году Евфросинья вышла замуж во второй раз за Мстивоя II, князя Померельского (Гданьского). От первого брака с Юттой фон Брена из боковой ветви династии Веттинов он уже имел двух дочерей. Маловероятно, что этот брак был заключен с целью рождения наследника, так как Евфросинье к этому времени уже было под сорок. После тринадцати лет бездетного брака они развелись, чтобы Мествин мог снова жениться и, возможно, завести еще детей.
Евфросинья вернулась в Куявию и прожила остаток своих дней в Бжесць-Куявски, где умерла 4 ноября 1292 года и была похоронена в церкви ордена доминиканцев.

## Браки и дети
Между 1257 и 1259 годом в Ефросинья Опольская вышла замуж за князя Куявского Казимира I (ок. 1211 — 14 декабря 1267). Дети от этого брака:
- Владислав Локетек (1260/1261 – 1333), князь бжесць-куявский, добжинский, серадзский, ленчицкий, иновроцлавский и сандомирский, князь-принцепс, а затем король Польши
- Казимир II (1262/1265 – 1294), князь бжесць-куявский, добжинский и ленчицкий
- Земовит (ок. 1265 — 1312), князь бжесць-куявский и добжинский
- Евфимия (ок. 1265 — 1308), жена князя галицкого и волынского Юрия Львовича.

Вторично в 1275 году вышла замуж за князя Померелии Мстивоя II (ок. 1220 — 25 декабря 1294). Брак был бездетным и расторгнут в 1288 году.